# Eva Riccobono
Eva Riccobono (ur. 7 lutego 1983 w Palermo) – włoska modelka.

## Życiorys
Eva pierwsze kroki w zawodzie modelki stawiała w 2000 roku, mając siedemnaście lat. Początkowo podpisała kontrakt z mediolańskim oddziałem agencji Women Management, który wysłał ją do Nowego Jorku w celu przygotowała portfolio. Wkrótce dostała pierwsze zlecenie w Paryżu, którym był udział w pokazie Stephana Jansona. Dzięki temu udało jej się w 2001 roku podpisać kolejne międzynarodowe kontrakty, z agencjami w: Londynie, Barcelonie i Miami.
Zaczęła pracować dla najlepszych w branży projektantów, takich jak: Alberta Ferretti, Alexander McQueen, Balenciaga, Balmain, Blumarine, Bottega Veneta, Burberry Prorsum, Calvin Klein, Celine, Cerruti, Chanel, Chloé, Christian Dior, Christian Lacroix, Costume National, Dolce & Gabbana, Donna Karen, Dsquared2, Dries van Noten, Elie Saab, Emanuel Ungaro, Emilio Pucci, Etro, Fendi, Gianfranco Ferré, Giorgio Armani, Givenchy, Gucci, Hermès, Hugo Boss, Iceberg, Jean-Paul Gaultier, John Galliano, Jil Sander, Karl Lagerfeld, Kenzo, Lanvin, Loewe, Louis Vuitton, Missoni, Miu Miu, Moschino, Óscar de la Renta, Prada, Ralph Lauren, Roberto Cavalli, Salvatore Ferragamo, Sonia Rykiel, Trussardi, Valentino, Versace, Viktor & Rolf, Vivienne Westwood, Yōji Yamamoto, Yves Saint Laurent i Zac Posen.
Brała również udział w wielu kampaniach reklamowych, dla takich marek jak: Chanel, Hermès, Christian Dior, Giorgio Armani, Gianfranco Ferré, Dolce & Gabbana, Sonia Rykiel, Roberto Cavalli, Trussardi, Celine, L’Oréal, Alberta Ferretti, Valentino.
Odbywała sesje zdjęciowe dla niemieckiego i włoskiego czasopisma „Elle”, japońskiego i portugalskiego „Vogue’a”, włoskiej edycji „GQ” i amerykańskiej edycji „Cosmopolitana”.